# Xã Upper Macungie, Quận Lehigh, Pennsylvania
Xã Upper Macungie (tiếng Anh: Upper Macungie Township) là một xã thuộc quận Lehigh, tiểu bang Pennsylvania, Hoa Kỳ. Năm 2010, dân số của xã này là 20.063 người.